# هیلاریا

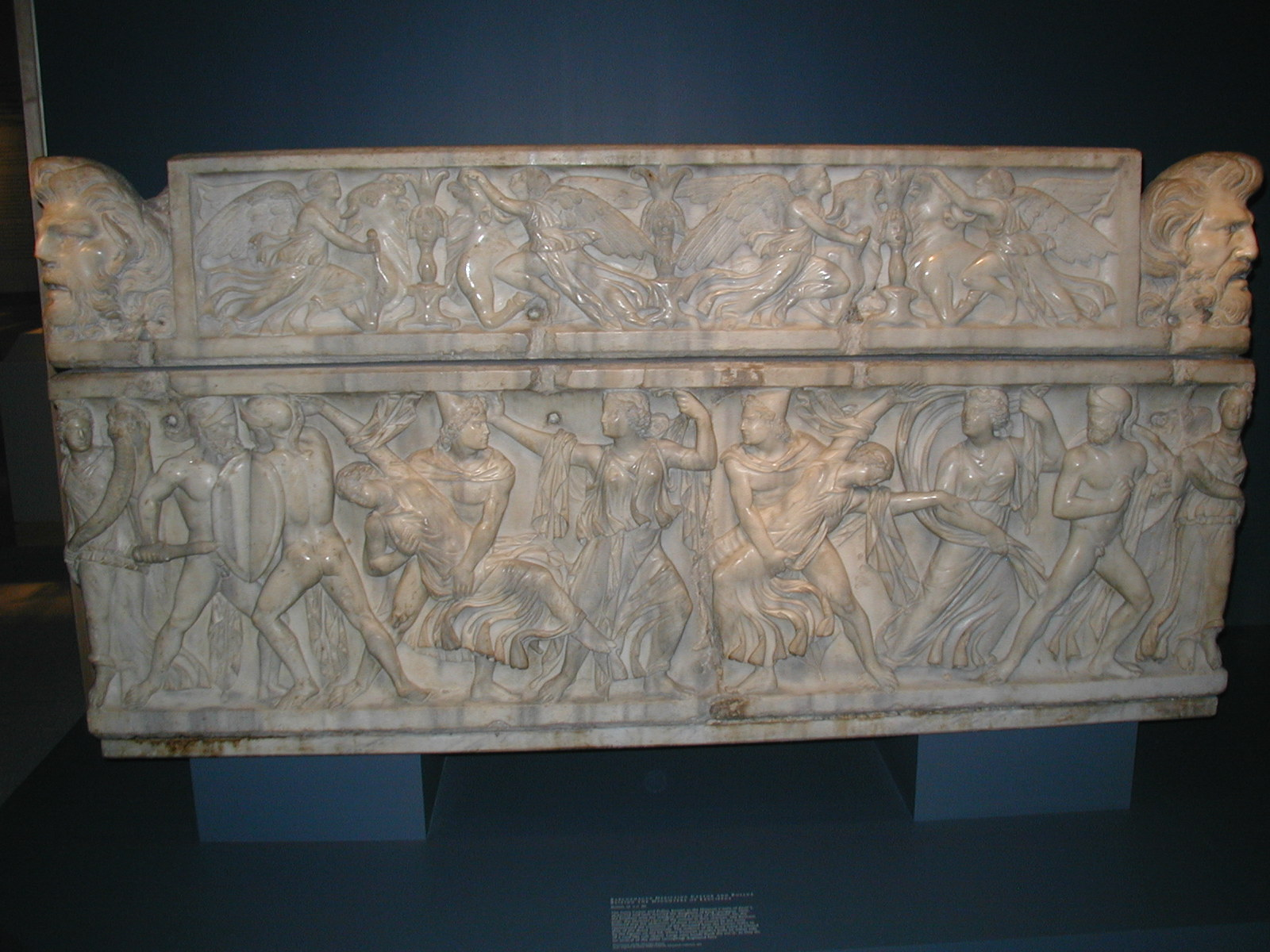
بخشی از یک تابوت رومی که بر روی آن تصویر کاستور و پولوکس در حال ربودن هیلاریا و فوئبه نقش شده است، مربوط به سال ۱۶۰ میلادی.

در اساطیر یونان، هیلاریا یا ایلاریا (Ἱλάειρα) دختر لئوکیپوس و فیلودیکه بود. او به اتفاق خواهرش فوئبه یکی از لئوکیپیدها به شمار می‌آمد. هیلاریا و فوئبه زنان روحانی آرتمیس و آتنا بودند و برای لینکئوس و آیداس، پسران آفارئوس نامزد شده بودند.
کاستور و پولوکس مفتون زیبایی این دو خواهر شدند و آن‌ها را ربودند. وقتی آیداس و لینکئوس برای نجات عروس‌های خود تلاش کردند، هر دوشان در معرض خطر کشته شدن قرار گرفتند، اما در نهایت این تنها کاستور بود که کشته شد. با این وجود پولوکس، زئوس را متقاعد ساخت که به او اجازه دهد تا جاودانگی خویش را با برادرش به اشتراک بگذارد. هیلاریا با کاستور ازدواج کرد و برای او پسری به دنیا آورد که آنوگون یا آناکسیس نام داشت.